# Міка Стремберг
Міка Стремберг (фін. Mika Strömberg; народився 28 лютого 1970 у м. Гельсінкі, Фінляндія) — фінський хокеїст, захисник. Асистент тренера КалПа (Куопіо). 
Вихованець хокейної школи «Йокеріт» (Гельсінкі). Виступав за «Йокеріт» (Гельсінкі), «Фрібур-Готтерон», ХК «Шур», «Юргорден» (Стокгольм), ГПК (Гямеенлінна), КалПа (Куопіо).
У складі національної збірної Фінляндії учасник зимових Олімпійських ігор 1994, учасник чемпіонатів світу 1994, 1995, 1996 і 1997, учасник Кубка світу 1996. У складі молодіжної збірної Фінляндії учасник чемпіонатів світу 1989 і 1990. У складі юніорської збірної Фінляндії учасник чемпіонату Європи 1988.
Бронзовий призер зимових Олімпійських ігор 1994. Чемпіон світу (1995), срібний призер (1994). Володар Кубка Стенлі (1984). Чемпіон Фінляндії (1992, 1994, 1996, 1997), срібний призер (1995). Володар Кубка європейських чемпіонів (1995). Володар Континентального кубка (2003).
Після завершення ігрової кар'єри працює асистентом тренера у клубі КалПа (Куопіо).